# Ubaldino Meireles
Ubaldino Meireles da Silva (Parintins, 4 de julho de 1933) é um funcionário autárquico e político brasileiro que foi deputado federal pelo Amazonas.

## Biografia
Filho de Ubaldino Soares da Silva e Belmira Meireles. Trabalhou na Petrobras como técnico em sondagem e numa empresa de construção civil até assumir a superintendência de órgãos que antecederam o atual Instituto Nacional do Seguro Social (INSS). Suplente do conselho deliberativo da Superintendência do Desenvolvimento da Amazônia (SUDAM) em 1976, foi eleito suplente de deputado federal em 1978 pela ARENA, exercendo o mandato por quase todo o quadriênio seguinte quando José Fernandes assumiu a prefeitura de Manaus por escolha do governador José Lindoso. Já integrado ao PDS foi eleito suplente de deputado federal em 1982 sendo efetivado em 30 de novembro de 1984 quando José Lins deixou a Câmara dos Deputados para assumir uma cadeira no Tribunal de Contas do Estado do Amazonas.
Com o início da Nova República filiou-se ao PFL e foi suplente de deputado federal em 1986, mas não logrou convocação. Assessor da presidência da Companhia Brasileira de Armazenamento (CIBRAZEN) foi Secretário de Administração do governo Vivaldo Frota e em 1998 perdeu as eleições para deputado estadual.